# Американский ниндзя 4: Разрушение
Американский ниндзя 4: Разрушение (англ. American Ninja 4: The Annihilation) — американский боевик-драма 1991 года, снятый режиссёром Седриком Сандстормом.
В СССР фильм распространялся на пиратских видеокассетах (VHS) в авторском ''одноголосом'' переводе Александра Марченко.

## Сюжет
Агент ЦРУ Шон Дэвидсон отправляется на выполнение новой миссии. Оказывается, что ситуация действительно серьёзная. Полковник Скотт Малгрю, антиамериканский офицер из Великобритании, встал на сторону тайной террористической организации во главе с арабским шейхом Али Максудом, которые планируют использовать ядерную минибомбу, чтобы стереть Нью-Йорк с лица земли. Также они проводят обучение в тайной армии ниндзя в старой британской крепости. Армия Малгрю захватывает четырёх спецназовцев из подразделения «Дельта» в ведении африканского правительства, и Малгрю угрожает сжечь спецназовцев заживо и сбросить атомную бомбу на Большое яблоко, если ему не заплатят 50 000 000 долларов. Начальник местной полиции также его поддерживает. Шон и его напарник Карл Брэкстон спускаются на парашюте недалеко от крепости.
Собирая информацию от нескольких местных сотрудников, они преследуются полицией. По пути они встречают связного, молодого парня Понго. Убегая, они сталкиваются с медсестрой Корпуса мира Сарой Тене, однако в близлежащих джунглях на них нападает армия ниндзя. Шон и Карл сражаются с ниндзя, используя своё оружие, медсестра — патроны, лук и стрелы. Все четверо попадают в плен, но в последний момент Понгу удаётся сбежать, в то время как Сара, Шон и Карл находятся в каземате крепости и подвергаются пыткам Малгрю и супер ниндзя. Бывший спецназовец Джо Армстронг, работающий учителем после выхода на пенсию, отправляется на помощь Карлу и Шону. Малгрю пытается изнасиловать Сару, но оказывается, что Малгрю убил её отца.
С помощью местных повстанцев по прозвищу Южные источники, Джо узнаёт местонахождение Малгрю и оснастив себя техникой ниндзюцу, он скрытно попадает в крепость, убивая нескольких ниндзя. Малгрю решает казнить Сару, Шона, Карла и подразделение «Дельта». Джо атакует и спасает всех спецназовцев вместе с Шоном, Карлом и Сарой. Между тем местные повстанцы во главе с доктором Тамба также нападают на крепость, уничтожая противостоящую полицию. Малгрю и армия Максуда истреблены, и ядерная бомба обезврежена. Максуд пытается сбежать на вертолёте Брэкстона, но Карл стреляет в него ракетницей, уничтожив вертолёт и убив Максуда. Супер ниндзя убит Джо, а Малгрю — Шоном. Джо пожимает руку доктору Тамбе и просит свидания с Сарой и Шоном. В конце фильма Джо уходит через груды мёртвых тел ниндзя и руины разрушенной крепости.

## В ролях
| Актёр           | Роль          |
| --------------- | ------------- |
| Майкл Дудикофф  | Джо Армстронг |
| Дэвид Брэдли    | Шон Дэвидсон  |
| Джеймс Бут      | Скотт Малгрю  |
| Дуэйн Александр | Карл Брэкстон |
| Кен Гампу       | доктор Тамба  |
| Робин Стилл     | Сара Тене     |
| Рон Смержак     | Али Максуд    |